# 青木紀久代
青木 紀久代（あおき きくよ、1963年 - ）は、日本の心理学者。社会福祉法人真生会理事長、白百合心理・社会福祉研究所所長、元お茶の水女子大学大学院人間文化創成科学研究科准教授。専門は発達臨床心理学、精神分析学。博士（心理学）（東京都立大学・1996年）。

## 略歴
1963年、山口県生まれ。1993年、東京都立大学大学院人文科学研究科心理学専攻博士課程満期退学。1996年、「調律行動から見た母子の情緒的交流と乳幼児の人格形成」で東京都立大学より博士（心理学）の学位を取得。1993年、東京都立大学助手、心理相談室主任、九段坂病院勤務。1999年から2007年までお茶の水女子大学大学院人間文化研究科助教授。2007年から同大学大学院人間文化創成科学研究科准教授。2019年3月お茶の水女子大学を退職、同年より白百合心理・社会福祉研究所所長。臨床心理士、公認心理師の資格も有する。

## 著書
- 『拒食と過食 心の問題へのアプローチ』サイエンス社 ライブラリ思春期の"こころのSOS" 1996
- 『調律行動から見た母子の情緒的交流と乳幼児の人格形成』風間書房 1999

### 共編著
- 『子どもを持たないこころ 少子化問題と福祉心理学』神宮英夫共編著 北大路書房 2000
- 『保育に生かす心理臨床』馬場禮子共編著 ミネルヴァ書房 保育・看護・福祉プリマーズ 2002
- 『心理学入門』星薫,山口勧共著 放送大学教育振興会 2006
- 『子どもの発達危機の理解と支援 漂流する子ども』酒井朗,菅原ますみ共編著 金子書房 誕生から死までの人間発達科学 お茶の水女子大学21世紀COEプログラム 2007
- 『発達心理学 子どもの発達と子育て支援』編著 みらい 新時代の保育双書 2007
- 『徹底図解心理学 カラー版』神宮英夫共編著 新星出版社 2008
- 『臨床心理学用語事典』石口彰監修 池田まさみ編 泉真由子,大森美香,菅原ますみ,篁倫子共著 オーム社 2008
- 『親のメンタルヘルス 新たな子育て時代を生き抜く』編著 ぎょうせい 2009
- 『いっしょに考える家族支援 現場で役立つ乳幼児心理臨床』編著 明石書店 2010
- 『徹底図解臨床心理学 カラー版』編著 新星出版社 2010
- 『臨床心理士のための子育て支援基礎講座』臨床心理士子育て支援合同委員会編 共著 創元社 2010
- 『社会的養護における生活臨床と心理臨床 多職種協働による支援と心理職の役割』増沢高共編著 福村出版 2012
- 『実践・発達心理学』編著 みらい 新時代の保育双書 2012
- 『乳幼児期・児童期の臨床心理学』平野直己共編著 永井撤監修 培風館 ライフサイクルの臨床心理学シリーズ 2012
- 『子どもとかかわる力を培う実践・発達心理学ワークブック』矢野由佳子共編著 みらい 2013
- 『生きる力を育む食育』編著 福村出版 2013
- 『実践・保育相談支援』編著 みらい 2015
- 『うつ』野村俊明共編著 福村出版 2015
- 『トラウマ』藤森和美共編著 福村出版 2016
- 『不安』野村俊明共編著 福村出版 2017
- 『保育の心理学』編著 みらい 2019
- 『子ども家庭支援の心理学』編著 みらい 2019
- 『心理療法のケースをどう読むか?』 林直樹・野村俊明共編著 福村出版 2020

### 翻訳
- D.N.スターン『親-乳幼児心理療法 母性のコンステレーション』馬場禮子共訳 岩崎学術出版社 2000
- ピーター・フォナギー,メアリー・タルジェ『発達精神病理学からみた精神分析理論』馬場禮子共監訳 岩崎学術出版社 2013
- アリシア・F・リーバーマン,パトリシア・ヴァン・ホーン『子ども-親心理療法 トラウマを受けた早期愛着関係の修復』監訳 門脇陽子,森田由美訳 福村出版 2014

## 論文
- Cinii